# Voice of Mind
Voice of Mind（ボイス オブ マインド）は、2008年に結成された6人組バンド。9人組バンドとして関西地方を中心に活動していたが、2011年11月にメンバー編成を6人に替え東京に進出。2018年8月5日に代官山LOOPでのワンマンライブをもって解散。

## 概要
ボーカルが4人、ギター、ベースの6人組で、オリジナル曲を中心としているが、時には1960年代から2000年代のヒット曲を洋楽・邦楽問わずカヴァーしている。アーティストへの楽曲提供や、CM制作協力なども手がけるなど幅広い活動を展開している。
ファンとの交流を大切にする姿勢であり、Ustreamで生放送をしたりファンミーティングとしてBBQをしたりしている。

## メンバー
- アフロ Groovin'（アフログルービン、1986年1月9日 - ） - リーダー - ボーカル
  - 大阪府堺市出身。
- やっぴー（やっぴー、1987年11月25日 - ） - ボーカル
  - 大阪府枚方市出身。
- Myuu（みゅう、1988年5月6日 - ） - ボーカル
  - 岐阜県出身。平成琴姫元メンバー。
- ユキヤマン（ユキヤマン、1988年3月10日 - ） - ボーカル
  - 大阪府豊中市出身。
- 池田"ライライ"誠（いけだ"ライライ" まこと、1987年5月30日 - ） - ギター担当
  - 兵庫県加古郡出身。
- Park（パーク、1989年3月6日 - ）-  楽器リーダー - ベース担当
  - 滋賀県草津市出身。

## 経歴
2008年
- 4月 - バンド結成。シンガーソングライターの西浦達雄のバックバンドとして活動

2009年
- 8月 - シングル「思い出の日々／サイン」発売
- 9月マンスリーイベント「Voice with Friends」開始
- 12月 - アルバム「START!!」発売
- 西北音楽祭LALALAミュージシャンコンテスト決勝大会、審査員特別賞受賞
- 年間200ステージを越える演奏を行う

2010年
- 4月 - まいける&はなかのデビュー曲「学校へ行こう」を作曲
- 7月 - ヘキサゴンオールスターズとツバサの楽曲「僕らには翼がある〜大空へ〜」を作曲
- 9月 - 渡り廊下走り隊の6thシングル「ギュッ」「手のひら」「ゴメンナサイ」を作曲
- 10月 - POWER LIVE 2010コンテスト グランプリ受賞

2011年
- 3月 - アルバム「Wonderful World〜明日へ続く僕の道〜」発売
- 3月 - LIVE KIDS21コンテスト　オーディエンス賞受賞
- 10月 - 限定シングル「You will find」発売
- 10月 - 活動拠点を東京へ移す。その際メンバー3人が脱退。
- 12月 - 韓国でのLIVEイベントに出演

2012年
- 5月 - アルバム「REALITY」発売
- 8月 - アルバム「Summer Box」発売
- 8月 - 限定シングル「Anything」発売

2013年
- 4月 - 配信シングル「CM Osaka」発売
- 7月 - アルバム「Route of The Ship」発売
- 日本テレビイベント汐博2013　出演
- 東京、大阪の2大都市ワンマンライブ開催

2014年
- 7月 - アルバム「Look up to」発売
- 7月 - USENインディーズ週間リクエストランキング１位獲得(アルバム Look up to収録「あなたのようになりたい」)

2015年
- 8月 - アルバム「DREAMER's VIEW」発売
- 10月 - ボーカルChiiが脱退。新メンバーMyuuが加入

2018年
- 8月 - 解散

## ディスコグラフィー

### 思い出の日々/サイン（両A面シングル）
思い出の日々/サイン（2009年8月9日） - 両A面シングル
1. 思い出の日々
2. サイン

### START!! (ミニアルバム)
START!!（2009年12月23日）
1. START!!
2. ウレシナミダ
3. コスモス
4. 逢いたくなったら
5. 笑顔になれる

### Wonderful World〜明日へ続く僕の道〜（アルバム）
Wonderful World〜明日へ続く僕の道〜（2011年3月4日）
1. Keep smile, Keep shine（追手門大学 TVCM&応援ソング）
2. キミが好きだよ
3. サイン (Album version)
4. 僕らには翼がある〜大空へ〜（2010年 FNS26時間テレビ メインテーマソング）※初回限定版のみ収録
5. MY WAY
6. Precious Life
7. みらい星（長谷川工業株式会社 イメージソング）
8. プレゼント
9. また恋が動きだした
10. Every Days
11. Tomorrow（ヤンマー100周年企業CM）

### You will find (限定シングル)
You will find（2011年10月1日）
1. You will find
2. そのまま
3. Amazing Time

### REALITY (アルバム)
REALITY（2012年5月3日）
1. Reality
2. 二度目の初恋
3. 優しいハーモニー
4. Life is
5. 再出発
6. LOVE SONG
7. 星のように

### Summer Box（アルバム）
Summer Box（2012年8月18日）
1. 未完成な世界
2. 空と君
3. Tokyo
4. My Best Friend
5. マーメイド

### Anything（限定シングル）
Anything（2012年8月18日）
1. Anything

### CM Osaka（配信シングル）
CM Osaka（2013年4月26日）
1. Keep Smile,Keep Shine
2. Tomorrow
3. Gift
4. エイプリルフール

### Route of The Ship（アルバム）
Route of The Ship（2013年7月17日）
1. New Days
2. 空と君
3. Hello
4. また恋が動きだした
5. Route of The Ship

### Look up to（アルバム）
Look up to（2014年7月2日）
1. Sky High
2. いいね！
3. Gift
4. 恋が動きだす
5. あなたのようになりたい
6. April fool
7. Life is
8. “Special Thanks” is You
9. Tomorrow
10. LOSER

### DREAMER's VIEW（アルバム）
DREAMER's VIEW（2015年8月26日）
1. Dreamer's luck
2. ちょっとそこの君
3. あなたのようになりたい〜2015ver.〜
4. Growing
5. My Best Friend
6. 残酷な天使のテーゼ
7. 渡良瀬橋
8. イドムヒト(日本テクノロジーソリューション社歌)
9. Love phrase
10. がんばってみるよ
11. You are the "HERO"
12. いいね！〜Like That!!〜(English ver.)

## 楽曲提供・タイアップ

### 作曲
- 学校へ行こう（2010年4月20日、まいける&はなか）
- 僕らには翼がある〜大空へ〜（2010年7月14日、ヘキサゴンオールスターズ・ツバサ）
- ギュッ/手のひら/ゴメンナサイ（2010年9月1日、渡り廊下走り隊）
- 僕らには翼がある〜大空へ〜（2010年11月3日、アグネス・チャン）

### TVCM、テーマソング制作協力作品
- KASD TVCMサウンドロゴ（2009年4月）
- Nintendo Wii 「ちびロボ」 TVCM（2009年5月）
- 成和コーポレーション企業TVCM（2009年7月）
- UHA味覚糖『青春シゲキックス』 TVCM（2009年8月）
  - 「あまずっぺぇ」篇
  - 「シゲキがナイトフィーバー」篇
- ケンコロジー TVCMサウンドロゴ（2010年2月）
- YANMER solutioneering together TVCM（2010年6月）
- 梅花女子大学オープンキャンパスTVCM（2010年6月）
- 追手門学院大学 TVCM、オリジナルソング起用「Keep smile, Keep shine」(2010年9月)
- 焼酎『ダディ・待ってたよ』TVCM(2010年9月)
- こんぶのくらこんTVCM(2010年9月)
- ショッピングモール「コムズガーデン」テーマソング(2011年4月)
- まぁるい歯ブラシ たんぽぽの種(2011年11月)
- ヤンマー100周年企業CMオリジナルソング起用「Tomorrow」(2012年1月)
- 梅花女子大学 TVCM (2012年3月)
- 藍野大学 TVCMオリジナルソング起用「Reality」(2012年7月)
- 千葉テレビ「達人道」2013年2月度エンディングテーマ　オリジナルソング起用「Reality」(2013年2月)
- 千葉テレビ「達人道」2013年4月度エンディングテーマ　オリジナルソング起用「エイプリルフール」(2013年4月)
- 大塚製薬 「熱中！ポカリ」TVCMオリジナルソング起用「空と君」(2013年5月)
- 沖縄テレビ「ひーぷー☆ホップ」2013年8月度エンディングテーマ　オリジナルソング起用「空と君」(2013年8月)
- 長谷川工業 TVCMオリジナルソング起用「恋が動きだす」(2013年8月)
  - 「オチ(落ち)ない彼女」篇
  - 「モテ(持て)る彼女」篇
- たんぽぽの種シリーズ 360do BRUSH(2013年11月)
- 読売テレビ「大阪ほんわかテレビ - 商店街応援プロジェクト」オリジナルソング起用「Keep smile, Keep shine」(2013年11月)
- テレビ大阪「しっとこ - 東京モーターショー特集」オリジナルソング起用「Gift」(2013年12月)
- TBSヤンマーTVCMオリジナルソング起用「Tomorrow」(2014年7月)
- 2014楽器フェアテーマソング起用「NEW DAYS」(2014年11月)
- テレビ大阪世界スーパージュニアテニス選手権‘14～第２の錦織圭を探せ！　オリジナルソング起用「Sky High」(2014年11月)
- テレビ大阪シネマクラブ　オリジナルソング起用「NEW DAYS」(2015年1月)
- テレビ東京しあわせマジック　オリジナルソング起用「いいね！(English ver.)」(2015年1月)
- 日経CNBCものづくりの挑人たち～for KIDS　オリジナルソング起用「未完成な世界」(2015年4月)
- テレビ東京宝くじドカーンと2200万円スペシャル～大阪版～　オリジナルソング起用「My Best Friend(BGM)」「Aprilfool(BGM)」(2015年7月)
- 千葉テレビ「達人道」ギフトの達人　オリジナルソング起用「Gift」(2015年8月)
- NHK高松　「感動ありがとう！高松商業〜センバツ準優勝の軌跡〜」オリジナルソング起用「Fan!Fun!Fun!」(2016年4月)
- 明治　明治の宅配　ショートドラマ「お手紙」篇　テーマソング書き下ろし(2016年6月)

## メディア出演
2010年
- FM MOOV
- テレビ朝日「ストリートファイターズ」
- テレビ大阪「しっとこ」

2012年
- 千葉テレビ「達人道」
- インターネット番組「Wednesday＠TV」

2013年
- 千葉テレビ「達人道」
- テレビ大阪「しっとこ」
- テレビ朝日「musicる」
- レインボータウンFM「飯田里穂のミュージックサプリ」
- FM802「Bright Morning」
- FM NACK5 「monaka」
- エフエム京都 αステーション「MUSIC STAMP」
- えふえむ草津「佐合井マリ子のCaddy Spoon」
- 鎌倉FM「行き当たり、バッチリ!?」
- FM大阪「サウンドポケットなみはな」
- Kiss FM KOBE「Empire Countdown」
- インターネット番組「AKIBA伝えたい！」
- Ustream番組 「FC大阪TV」
- Web 「INLIFE」
- Web 「ぴあ関西版Web」

2014年
- テレビ大阪『しっとこ』
- FM Nack5「monaka」
- 雑誌「Player 2014年8月号」
- 雑誌「月刊ミュージックトレード 2014年11月号」
- 雑誌「月刊ミュージシャン 2014年11月号表紙」
- かわさきFM「ロック音Monday!!」
- 文化放送「楽器楽園～ガキパラ～」

2015年
- 雑誌 「レストラン＆ゲストハウスウエディング 40号」
- 雑誌 「ゼクシィ 4月号 WEDDING BGM 丸ごとセレクトBOOK」
- FM NACK5 「キラスタ」
- JFN 「Face」

2016年
- FMヨコハマ「YOKOHAMA MUSIC AWARD」
- FMさがみ「うかんむり」
- FMHOT「Midnight Premier」
- TVK「達人道」(レギュラー出演)
- ITSCOM TV 「古今東西」